# 亨利·兰斯伯里
亨利·佐治·蘭斯貝利（英語：Henri George Lansbury，1990年10月12日—）是一名已退役英格蘭足球運動員，司職中場。

## 生平

### 球會
蘭斯貝利在倫敦恩菲爾德出生，5歲開始接觸足球，加入本地球隊「波特爾斯巴爾」（Potters Bar）的U7小童隊時已擔任中場中的角色，曾在诺里奇城優才中心（Norwich City Centre of Excellent）接受足球訓練一段短時期，直到1999年年方9歲的蘭斯貝利追隨罗伊·马斯（Roy Massey）轉投阿仙奴青訓學院（Arsenal F.C. Academy）。
在阿仙奴青訓系統逐步成長，蘭斯貝利於年僅14歲已代表U18青年隊上陣，其後在U18青年隊及預備隊均成為常規正選。2007年獲一隊徵召出戰英格蘭聯賽盃，在對利物浦及紐卡素兩戰均沒有被派上陣，直到10月31日第四圈作客3-0擊敗錫菲聯，他於完場前獲派入替禾確特，首次代表一隊上陣。2008年1月6日英格蘭足總盃第三圈作客2-0淘汰般尼蘭斯貝利亦獲派擔任沒有上陣的板凳球員。
2008年7月1日蘭斯貝利簽署首份職業球員合約。他因患淋巴腺熱（glandular fever）而缺席2007/08年球季下半季的賽事，但及時於新球季展開前康復並參與季前訓練及熱身賽，一隊領隊雲加表示會繼續派遣蘭斯貝利等一班「小兵」競逐2008/09年聯賽盃，他在3場賽事均獲派上陣，包括第三圈6-0大勝錫菲聯、第四圈3-0擊敗韋根及半準決賽爆冷0-2不敵般尼，全部均後補登場。
2009年1月31日蘭斯貝利獲外借到英甲球會斯肯索普1個月，在以後補身份上陣兩場後，於2月21日作客史雲頓首次正選上陣，更射入一球將紀錄改寫為2-0，由於有隊友被驅逐離場，他於58分鐘退下火線，於再有一人被逐9人應戰下，斯肯索普反勝為敗，以2-4鍛羽而回，賽後獲延長借用1個月，於3月6日再續借至球季結束。外借期間合共上陣18場，於聯賽再在彼德堡、高車士打及車頓咸身上多取3個入球，亦代表斯肯索普在溫布萊球場出席英格蘭聯賽錦標決賽對盧頓，蘭斯貝利下半場有一記離門僅6碼射門中楣不入，最終在加時後2-3僅負屈居亞軍。4月28日主場3-0擊敗已確定降班的車頓咸後，斯肯索普獲得聯賽第6位及最後一個升班附加賽席位，雖然射入一球，但完場前他被熱刺借將尤里·博奇切（Yuri Berchiche）一記攔截倒地後懷疑斷腳，賽後證實沒有骨折，只是膝蓋韌帶受損。由於借用合約不包括附加賽，蘭斯貝利於聯賽煞科戰對燦美爾後離隊，雖然因傷沒有上陣，仍然獲得球迷起立鼓掌歡送。斯肯索普其後透過附加賽獲得升級英冠。
蘭斯貝利傷癒趕及代表阿仙奴青年隊出席英格蘭足總青年盃決賽對利物浦，5月22日首回合主場取得4-1大勝，蘭斯貝利貢獻兩個助攻；5月26日次回合作客再勝2-1，累計6-2，在晏菲路球場慶祝第七度奪標。
雖然升班英冠的斯肯索普希望再次借用蘭斯貝利，但他在2009年8月21日被借到另一支英冠球會屈福特直到12月尾。翌日主場2-2賽和黑池於完場前後補入替首次上陣；一星期後作客1-1賽和史雲斯已開始正選上陣；他與另一名曼聯借將汤姆·克莱维利在季初的表現獲得屈福特領隊马尔基·马凯（Malky Mackay）的讚賞。10月23日主場對錫周三他不單射入加盟以來首個入球，更梅開二度協助球隊大勝4-1。由於上半季表現出色，屈福特與阿仙奴商討續借蘭斯貝利直到球季結束。12月31日他與阿仙奴續簽沒有透露年期的「長約」，亦獲准延長在屈福特的借用直到球季結束。在屈福特結束借用返回阿仙奴，趕及於5月9日閉幕戰對富咸首次為一隊在英超上陣。
2010年9月21日英格蘭聯賽盃第三圈進行北倫敦打吡作客白鹿徑球場對熱刺，蘭斯貝利成為慣常用小兵出戰聯賽盃的阿仙奴陣中正選，開賽15分鐘為球隊先拔頭籌，協助球隊加時賽大勝4-1。11月22日蘭斯貝利以緊急借用形式加盟英冠球會诺里奇城，為期28日，期間上陣3場取得兩勝1負，獲延長借用至翌年1月16日，但受嚴寒天氣及腿後腱傷患影響，僅上陣多兩場便返回母會。1月25日他再獲外借返回諾域治效力至球季結束，協助球隊取得聯賽亞軍及直接升班英超席位。
2011/12年球季阿仙奴受到球員出走、受傷及停賽困擾，蘭斯貝利難得獲派上陣兩場，分別以0-2及2-8負於利物浦及曼聯腳下。2011年8月31日蘭斯貝利再獲外借到降班英冠的韋斯咸直到球季結束。9月13日蘭斯貝利與阿仙奴簽署沒有透露年期的新約。
2012年8月28日，英冠球會诺丁汉森林從英超阿仙奴購入蘭斯貝利，轉會費金額沒有正式公佈，但估計相信超過100萬英鎊，合約為期四年。

### 國家隊
蘭斯貝利曾代表英格蘭在不同年齡級別參加青少年國際賽，包括英格蘭U16、U17及U19。
2008年9月9日蘭斯貝利獲提升上英格蘭U19友賽荷蘭，以隊長身份帶領球隊反勝2-1。2009年歐洲U-19足球錦標賽外圍賽英格蘭處於第9組，由北愛爾蘭主辦，蘭斯貝利順利入選參賽名單。10月8日首戰阿爾巴尼亞以3-0輕鬆獲勝，蘭斯貝利射入最後一球為球隊鎖定勝局；10月10日次仗3-1擊敗主辦國北愛爾蘭後已穩奪出線資格，蘭斯貝利梅開二度，其中一球為十二碼；10月13日最後一仗雖然以1-4不敵塞爾維亞，仍然雙雙攜手出線次階段外圍賽。11月18日熱身賽對德國，再次戴上隊長臂章的蘭斯貝利一箭定江山，1-0取得勝利。次階段外圍賽英格蘭被編與蘇格蘭、斯洛伐克及波斯尼亞同組，並取得主辦權。2009年2月10日主場友賽西班牙以0-3慘敗。他因傷並沒有入選次階段外圍賽的參賽名單，而英格蘭取得3戰3勝晉級在烏克蘭舉行的決賽週。
蘭斯貝利於2009年11月11日獲英格蘭U21主帥皮雅斯首次徵召備戰2011年歐洲U-21足球錦標賽外圍賽主場對葡萄牙及作客對立陶宛的賽事，對葡萄牙未有獲派上陣；11月17日對立陶宛於下半場79分鐘後補入替史杜歷治，曾於禁區內被拉跌而未獲球證理會，英格蘭與立陶宛0-0和局終場。
2010年11月16日英格蘭U21作客友賽德國U21，下半場己隊後補門將史迪尼因攔倒對方單刀球員，除被判罰十二碼外，更被球證直接出示紅牌驅逐離場，因沒有三號門將，蘭斯貝利改穿門將球衣把守獨門關，除被射入十二碼外，餘下30分鐘演出穩健，沒有讓多打一人的德國再取得入球，僅負0-2完場。

## 榮譽

### 球會
阿仙奴
- 英格蘭足球青年超級聯賽冠軍：2008/09年；
- 英格蘭足總青年盃冠軍：2009年；

 斯肯索普
- 英格蘭聯賽錦標亞軍：2008/09年；

 諾域治
- 英格蘭足球冠軍聯賽亞軍：2010/11年；

 阿士東維拉
- 英格蘭足球冠軍聯賽附加賽冠軍：2019年

### 國家隊
- 歐洲U-19足球錦標賽亞軍：2009年；
- 歐洲U-17足球錦標賽亞軍：2007年；

## 外部連結
- 足球数据库：亨利·蘭斯貝利的球员统计数据
- 蘭斯貝利於諾定咸森林官網簡歷
- Henri Lansbury Profile（页面存档备份，存于） The Official PFA website
- Profile at Arsenal.com
- Profile at scunthorpe-united.co.uk
- Espn Profile Archive.today的存檔，存档日期2013-01-04